# Bispinger Heide
De Bispinger Heide bij Bispingen is een van de vakantieparken in Duitsland van Center Parcs. Het park ligt 80 kilometer ten zuiden van Hamburg en maakt deel uit van de Lüneburger Heide.

## Geschiedenis
In 1995 opende dit park zijn deuren en was het eerste park in Duitsland van het Nederlandse bedrijf Center Parcs. Dertien jaar later werd het park uitgebreid met boomhuizen en woonboten. In 2020 werd bekendgemaakt dat het park een grondige renovatie krijgt.

## Faciliteiten
Het tropisch ingerichte bad (Aqua Mundo) van de Bispinger Heide heeft dezelfde indeling als De Vossemeren en Les Bois-Francs. Het was bij de bouw financieel aantrekkelijk driemaal hetzelfde ontwerp te gebruiken.

## Fotogalerij

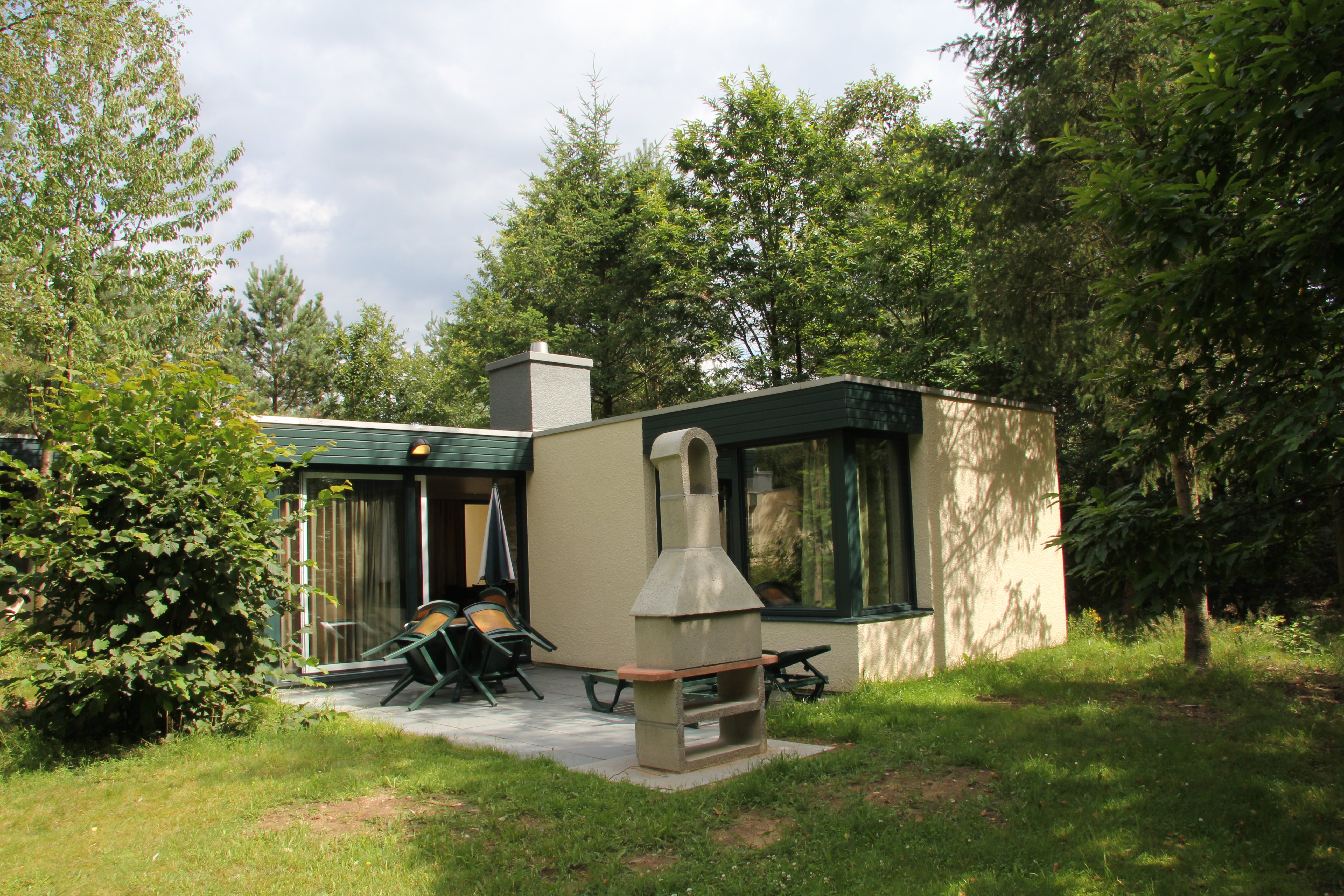
Bungalow op het park
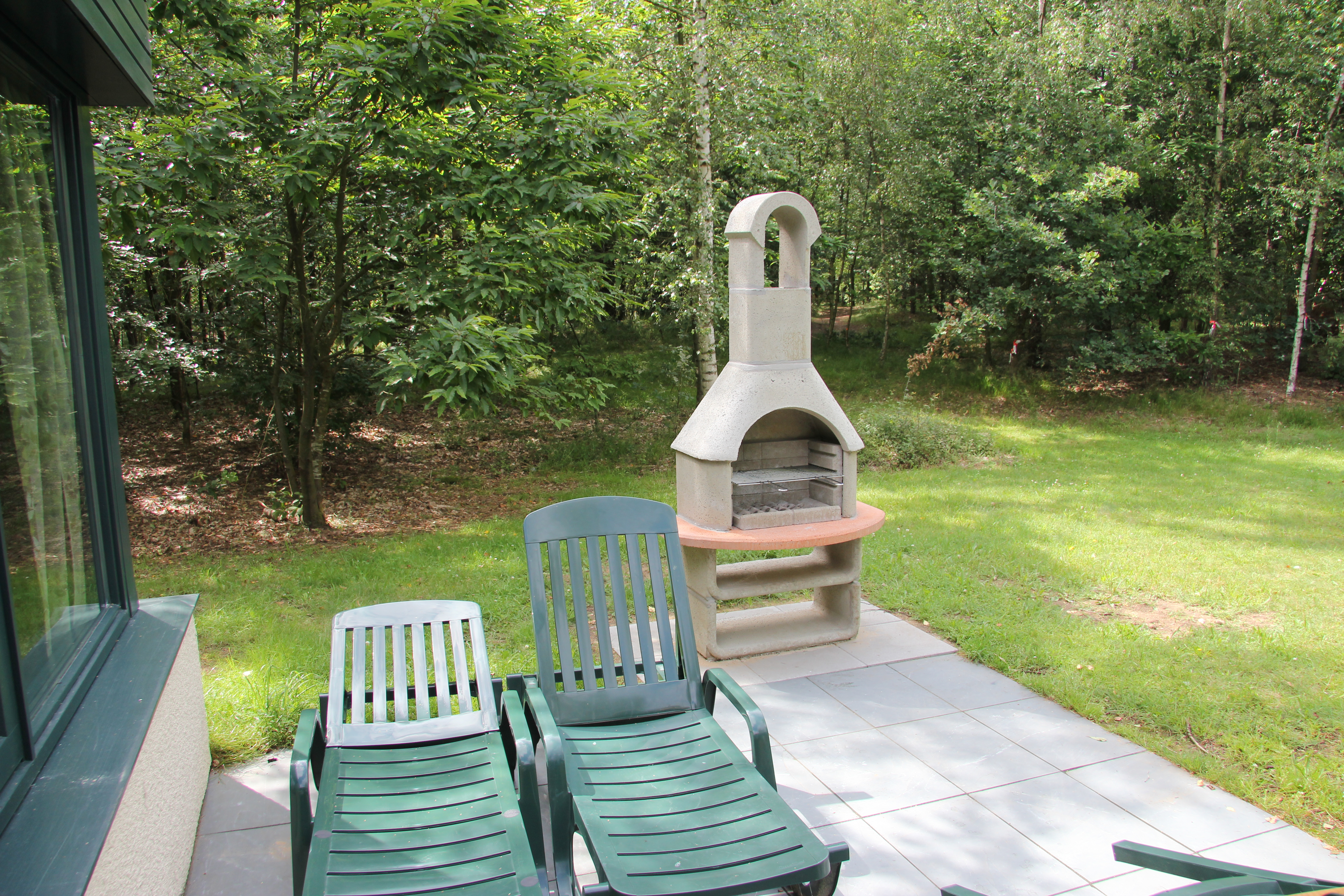
Tuin van een bungalow
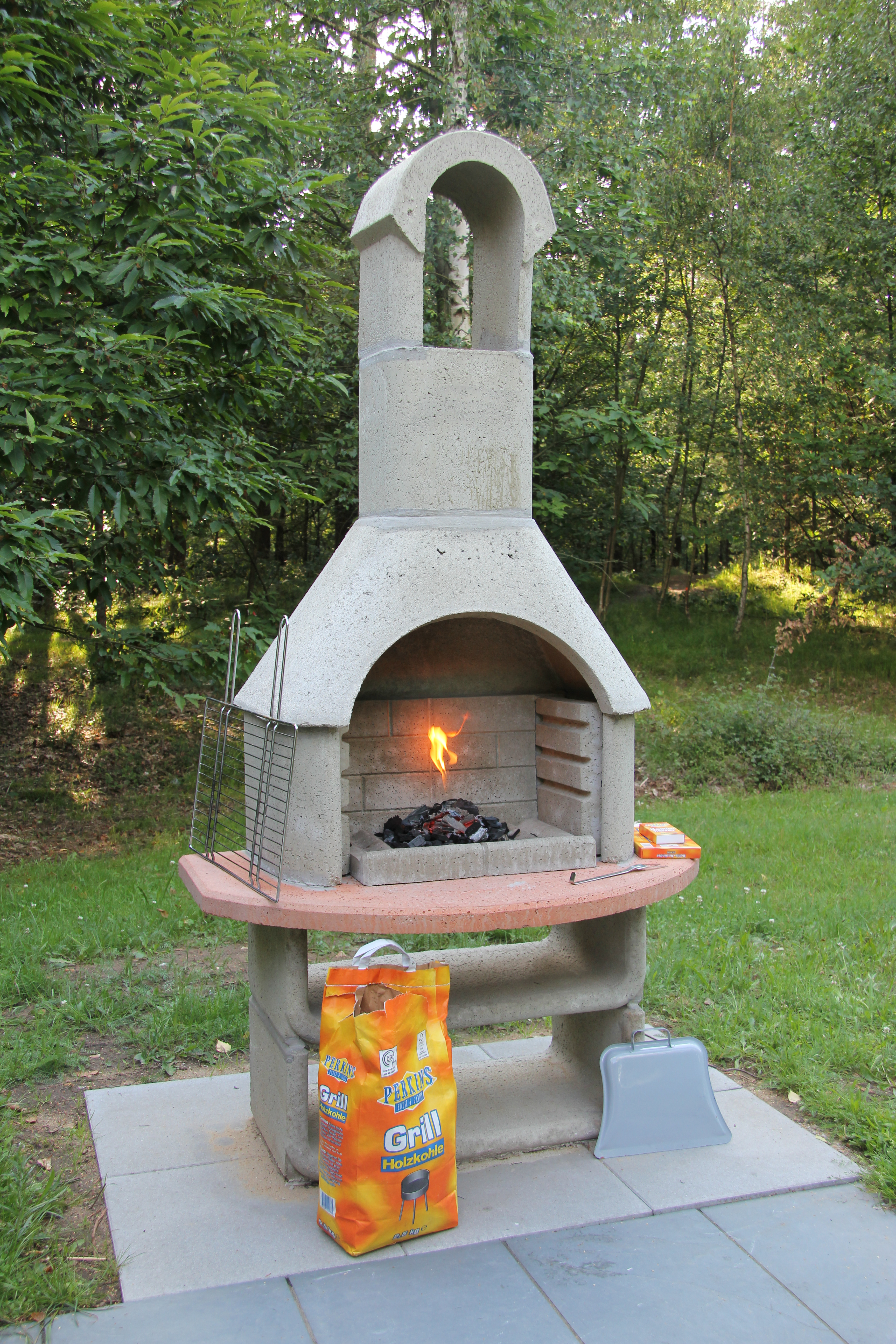
Tuin van een bungalow
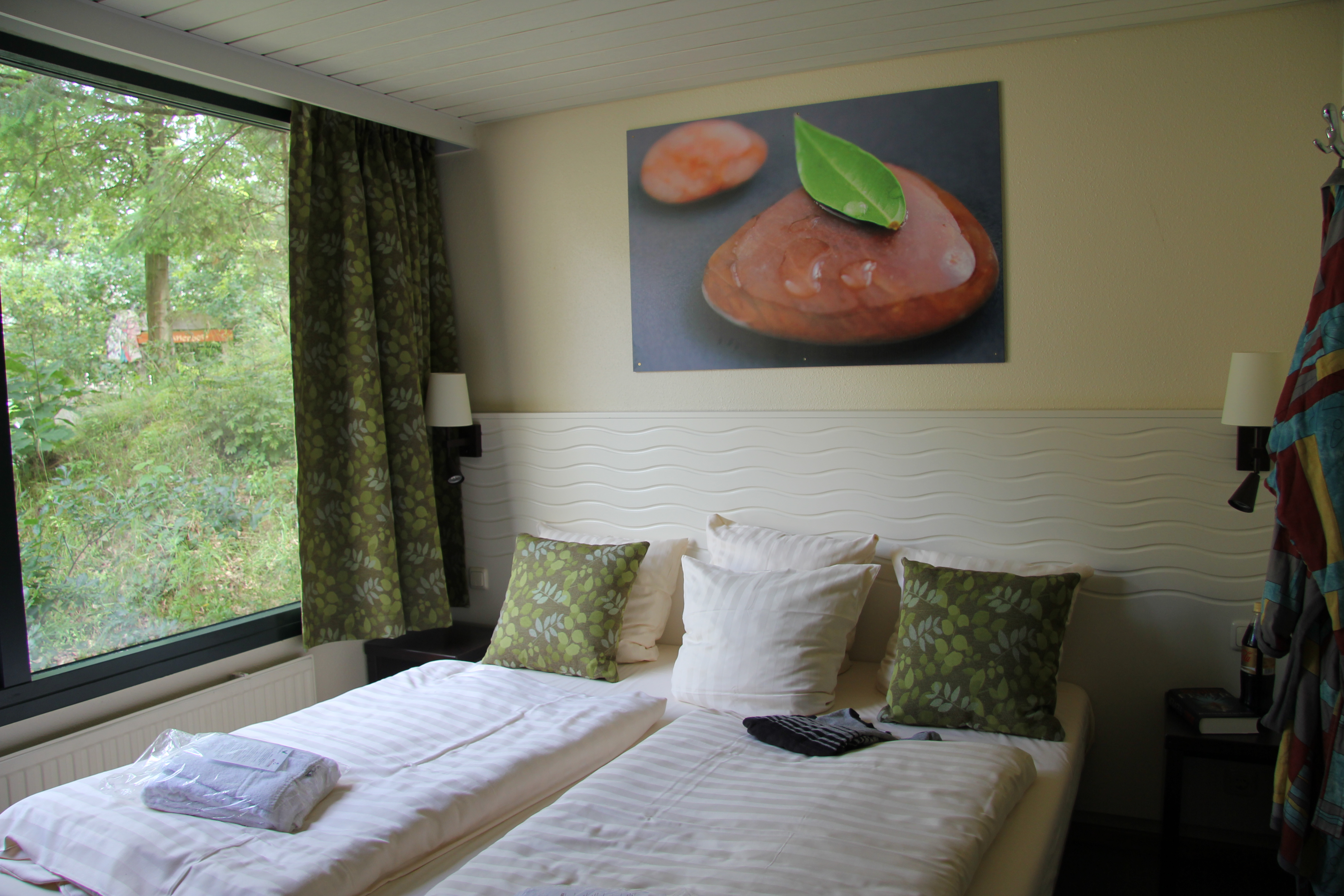
Slaapkamer van een bungalow